# Nicolas d'Orglandes
Nicolas François Camille Dominique d'Orglandes, né le 9 février 1767 à Argentan, baptisé le lendemain en l'église Saint-Germain et mort le 14 avril 1857 à Paris, est un homme politique français du Premier Empire et de la Restauration, président du conseil général de l'Orne, député de l'Orne et pair de France.

## Biographie
Nicolas d'Orglandes nait à Argentan le 9 février 1767, quelques mois après la mort de son père et de son grand-père. Initialement placé au collège des Grassins, il passe ensuite trois ans sous la surveillance de son grand-oncle, prieur de l'abbaye d'Élincourt puis termine sa scolarité au collège du Plessis. Émancipé à 16 ans, il prend alors en charge ses affaires.
En janvier 1791, il épouse Anne-Catherine d'Andlau, fille de Frédéric-Antoine-Marc d'Andlau. Il est arrêté avec sa belle-famille lors de la fuite de Varennes, mais est relâché faute de preuves de sa participation à l'affaire. Il est de nouveau arrêté et relâché en 1793, au retour d'un voyage en Angleterre. Il organise avec quelques amis une tentative, qui échoue, pour libérer le roi place de la Révolution, juste avant son exécution,.
Pendant la Terreur, Nicolas d'Orglandes se retire dans son château de Cuy près d'Argentan. À partir de 1794, il commence à vendre ses biens de la région de Briouze, tandis que le château de Briouze est incendié en 1796 dans un combat entre les forces républicaines et des chouans.
En 1800, il achète le château de Lonné. Il est nommé conseiller général de l'Orne le 29 pluviôse an IX et est porté sur la liste des notables du début du Consulat. En 1805, le sénateur Pierre-Louis Roederer, en visite d'inspection dans l'Orne, décrit Nicolas d'Orglandes comme un homme qui a « plus de 100 000 francs de rentes en terres en Normandie et habite un château près d'Argentan. Revenu d’Angleterre après le 18 brumaire, c'est un homme d'esprit et de sens qui s'exprime très bien sur l'état de chose actuel et parle avec admiration de l'Empereur ». Au conseil général, il est l'un des défenseurs de l'évêque de Séez, Mgr de Boischollet, dans son conflit avec le préfet Lamagdelaine.
Sous l'Empire, il est de toutes les listes de notabilité et est l'un des plus gros contribuables du département de l'Orne, et fait partie des douze ornais présentés à l'Empereur lors de sa visite à Alençon en 1811. Ses convictions royalistes commencent à refaire jour en 1813 lorsqu'il fait part de ses réticences à participer à l'équipement des Gardes d'honneur.
Au retour des Bourbon, il se rallie avec empressement au nouveau pouvoir et est nommé président de la session d'octobre 1814 du conseil général de l'Orne. Il est nommé inspecteur général de la garde nationale du département et négocie avec Blücher pour limiter les excès des forces d'occupation prussienne.
En mars 1815, il préside la session extraordinaire du conseil général convoquée à la suite de la nouvelle du débarquement de Napoléon au Golfe Juan. Le conseil vote une adresse de fidélité au roi Louis XVIII et ajoute, vraisemblablement sous l'influence du comte d'Orglandes, une mise à prix de la tête de l'Empereur pour cent mille francs. Lorsque le roi prend la route de Gand et que Napoléon entre à Paris, on procéda à un maquillage du registre des délibérations du conseil afin d'effacer les traces de cette initiative.
Après la fin des Cent-Jours, les Prussiens réoccupent l'Orne, et Nicolas d'Orglandes doit nourrir les cents chevaux qui sont casernés dans les écuries de son château de Lonné. Le 22 août 1815, il est élu député de l'Orne à la chambre des députés par 108 voix sur 189 votants. Il est réélu le 4 octobre 1816, le 20 septembre 1817 et enfin le 9 mai 1822 où il bat dans le 2e arrondissement électoral de l'Orne M. de Grouchy. Durant la même période, il préside le conseil général de l'Orne de 1816 à 1819, en 1821 et de 1823 à 1827. À la chambre, il ne prend que rarement la parole.
Ami de Louis de Bonald et admirateur de Joseph de Villèle, il est nommé en 1823 à la chambre des pairs,. Il constitue à cette occasion un majorat attaché à un titre de baron comprenant son château de Lonné, les bois de Lonné, onze fermes, trois moulins et des terres, d'une valeur de 900 000 francs. Il prête serment au nouveau pouvoir après la révolution de Juillet, mais démissionne le 5 janvier 1832 pour protester contre la suppression de l'hérédité de la pairie. Il rend ensuite visite à Charles X, dont il était gentilhomme de la chambre avant 1830, dans son exil allemand en 1833.
Nicolas d'Orglandes meurt à Paris le 14 avril 1857, âgé de 90 ans.

## Famille
Fils unique et posthume de Nicolas-Charles-Camille d'Orglandes et de Marguerite-Étienne-François du Four de Cuy, Nicolas d'Orglandes épouse le 8 mars 1791 à Verderonne Anne-Catherine d'Andlau (1773-1855), fille de Frédéric-Antoine-Marc d'Andlau et petite-fille du philosophe Claude Adrien Helvetius. Le couple a quatre enfants.
- Armand-Gustave-Camille, né en 1798 et mort en 1871, est capitaine puis conseiller général de l'Orne et maire d'Igé. Il épouse Albertine-Aline Michau de Montblin[2].
- Henriette-Félicité-Zélie, morte en 1873, épouse Geoffroy Louis de Chateaubriand, neveu de François-René de Chateaubriand[2].
- Clémentine-Adélaïde, morte en 1878, épouse le marquis de Champagne-Bouzey[2].
- Adélaïde-Adrienne-Mathilde, morte en 1837, épouse Auguste-François-Pierre de Balleroy[2].

## Titres et décorations
Nicolas d'Orglandes est fait chevalier de la Légion d'honneur le 2 mai 1821, baron-pair de France en 1824.
Sous la seconde Restauration, il est gentilhomme de la chambre du roi Charles X.